# Prostitución en Omán
La prostitución en Omán es ilegal, pero varias mujeres provenientes de Europa Oriental, Asia del Sur, África del Norte, y China están prostituidas en el país. La prostitución se realiza en bares, hoteles, clubes nocturnos, burdeles, salones de masaje, y clubes de salud.
El tráfico sexual es un problema nacional.[cita requerida]

## Situación legal
Las relaciones sexuales son solamente permitidas dentro de un matrimonio legalizado. Las relaciones sexuales fuera del matrimonio son ilegales, las cuales son denominadas zina (sexo ilegal, adulterio, fornicación). Son las mujeres, y no sus clientes, quienes son sancionadas legalmente por haber realizado servicios sexuales, y que cuyas condenas son entre 3 y 5 años de cárcel. El beneficio lucrativo de la prostitución está penalizado, cuyas sanciones van desde una multa hasta 3 meses de prisión (artículo 221 del código penal). Además, cualquier extranjero que cometa un acto en contra del "orden público o los buenos morales", o que no tenga una fuente legal de ingresos, será sancionado con la deportación (ley 16 de 1995, artículos 31[1] y 31[5]).
Las represiones policiales son frecuentes.. En diciembre de 2016, 43 mujeres fueron arrestadas en las redadas de Bausher, y hubo más de 10 redadas simultáneas en Al Khuwayr, en agosto de 2017.
Cientos de mujeres del sudeste asiático han sido arrestadas por prostitución, y en noviembre de 2016, se restringió la emisión de visas a mujeres turistas de esa región..
En los 3 años previos a agosto de 2017, 273 personas fueron arrestadas por prostitución, y todos recibieron una condena de 3 años de cárcel.

## Tráfico sexual
Omán es país de destino y tránsito de mujeres sometidas al tráfico sexual, cuya procedencias es generalmente de Asia del Sur, Asia Oriental y del Norte de África, cuyos traficantes también provienes de esas regiones. Se han reportado informes anecdóticos, en el que trabajadoras del hogar sin presencia diplomática en Omán, son las más vulnerables al tráfico sexual. Las trabajadoras domésticas que huyen de sus empleadores también son vulnerables a la prostitución forzada.
Durante la década de 1990 y a comienzos del 2000, mujeres jóvenes fueron traficadas desde la extinta Unión Soviética, para ser explotadas sexualmente. En 2005 Omán ratificó la convención de 1959 de la Organización Internacional del Trabajo, que prohibía el trabajo forzado. En aquel entonces, la población obrera inmigrante conformaba el 60% de la población omaní (Omán está clasificado como "desarrollo humano medio" por el Programa de Desarrollo de las Naciones Unidas). Omán tiene un serio problema sobre la trata de personas que implica especialmente a mujeres, y es considerado como un país de 'Nivel 2', por la Oficina de Monitoreo y Combate al Tráfico de Personas del Departamento de Estado de los Estados Unidos.